# Reichenbach (Regen)
 For alternative betydninger, se Reichenbach. (Se også artikler, som begynder med Reichenbach)
Reichenbach er en kommune i Regierungsbezirk Oberpfalz i den østlige del af den tyske delstat Bayern, med godt 1.200 indbyggere. Den er en del af Verwaltungsgemeinschaft Walderbach.

## Geografi
Reichenbach liegt im "Vorderen Bayerischen Wald", midt i Regendalen ved floden Regen.

### Nabokommuner
I nord og øat: Walderbach

Mod syd: Kommunen Wald

Mod vest: Byen Nittenau i Landkreis Schwandorf

### Landsbyer og bebyggelser
- Reichenbach
- Kienleiten
- Heimhof
- Windhof
- Kaltenbach
- Hochgart
- Linden